# イスラム・バイラムコフ
イスラム・バイラムコフ（Islam Bairamukov、1971年6月12日 - ）は、カザフスタンのレスリング選手。2000年シドニーオリンピックレスリングフリースタイル97kg級の銀メダリストである。カザフスタン南部ジャンブール州ルゴボエ出身。
1996年アトランタオリンピックでは、フリースタイル90kg級に出場し、ベスト16に進出。優勝したイランのラスール・ハデムに敗れている。また、2004年アテネオリンピックでは、フリースタイル96kg級に出場したが、予選を突破することなく敗れている。

## 実績
- オリンピック
  - 2000年シドニーオリンピック　銀メダル
- アジア大会
  - 3位　1994年
- アジア選手権
  - 2位　1993、1996、1999年
  - 3位　1997年